# ديو (عالم سفلي)

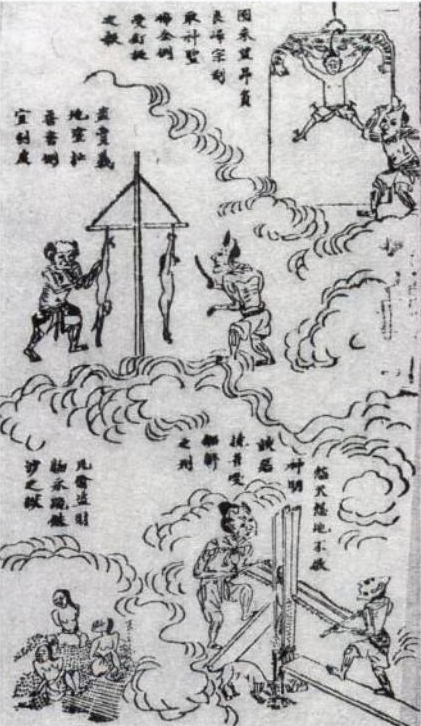
العذاب في الجحيم

دِيُّو (بالإنجليزية: Diyu، بالصينية: 地狱،地獄) في الأساطير الصينية ديو يعني («سجن الأرض» أو «سجن العالم السفلي») وهو عالم تحت الأرض يشبه إلى حد كبير السجن حيث لا يسمح للأرواح بالمرور بسبب الذنوب التي ارتكبها أصحابها في الحياة؛ إذ فقط التناسخ أو الصعود إلى النعيم سيحررها من سجن ديو. وديو هو عالم الموتى في الأساطير الصينية. في الأصل، مصطلح ديو هو ترجمة لمصطلح آخر وهو ناراكا الجحيم عند البوذيين، وهو مصطلح في السنسكريتية يعني الجحيم.
ديو يحكمها يانلو وانغ Yanluo Wang، ملك الجحيم وقاضي الموتى. وديو هي متاهة من المستويات تحت الأرض والغرف حيث تُؤخذُ الأرواح للتكفير عن خطاياها الأرضية. وتُعدُّ ديو نوعًا من الأماكن المُطَهِّرَة التي لا تعمل فقط على المعاقبة ولكن أيضًا لتجديد الروح المعنوية؛ لتستعد لتجسدها التالي (التقمص). وهناك العديد من الآلهة المرتبطة بالمكان، وأسماؤها وأغراضها هي موضوع الكثير من المعلومات المتضاربة.